# Petter Lindberg
Petter Gotthard Lindberg, född 3 juni 1987 i Luleå, är en svensk före detta professionell ishockeyspelare som senast spelade för franska Courchevel-Méribel-Pralognan.  